# Roberto Soldado
Roberto Soldado Rillo (Valencia, 27 maggio 1985) è un ex calciatore spagnolo, di ruolo attaccante.

## Carriera

### Club

#### Real Madrid
Nato a Valencia, arriva al Real Madrid all'età di 15 anni dal Club Deportivo Don Bosco. Dopo alcune stagioni molto prolifiche con la seconda squadra del Real, il Real Madrid Castilla, fa il suo debutto in Primera División (Spagna) con la prima squadra il 23 ottobre 2005, contro il Valencia, giocando 18 minuti. Precedentemente, il 28 settembre, aveva segnato in Champions League giocando solo 6 minuti contro l'Olympiakos (vittoria 2-1 per il Real).
Nella stagione 2005-2006, con il Castilla, Soldado mette a segno 19 reti nella Segunda División, risultando il secondo miglior marcatore della stagione.
Il 24 luglio 2006, Soldado lascia il Real Madrid per trascorrere una stagione in prestito all'Osasuna; concluderà la stagione con un totale di 15 gol, che lo rendono il miglior marcatore del club.
Dopo la fine della stagione Soldado ritorna al Real Madrid dove, l'11 luglio 2007, rinnova il suo contratto con la sua squadra fino al 30 giugno del 2012.

#### Getafe
Alla fine di luglio del 2008, Soldado viene ceduto al Getafe CF per 4 milioni di euro, firmando un contratto di 4 anni. Segna il suo primo goal per il club il 19 ottobre 2008 in una sconfitta per 1-2 contro il Málaga Club de Fútbol, con l'aggiunta di altre due reti in un'altra sconfitta, questa volta con l'Osasuna (2-5), due mesi più tardi. Nel frattempo, è stato espulso in una sconfitta per 0-3 contro il Valencia, per una testata rifilata a Carlos Marchena.
Il 25 gennaio 2009, Soldado realizza una tripletta partendo dalla panchina, in una vittoria per 5-1 contro lo Sporting de Gijón. Il 22 marzo, mentre il Getafe lottava per la salvezza, ha segnato una doppietta che ha assicurato un'altra vittoria casalinga, per 2-1 contro il Recreativo Huelva. Il mese seguente, segna un goal contro il Real Madrid, sebbene la squadra abbia perso per 2-3.
Solado inizia la stagione 2009-2010 segnando 3 gol nella vittoria per 1-4 contro il Racing Santander. Dopo varie partite senza segnare, realizza un'altra tripletta ancora contro i neopromossi dello Xerex nella vittoria casalinga per 5-1.
Il 19 dicembre 2009 arriva a doppia cifra dopo una doppietta nella vittoria per 2-1 con il Siviglia; con il raggiungimento di questo risultato, è diventato il miglior marcatore della storia del Getafe in prima divisione, sorpassando Manu del Moral e Daniel Güiza.

#### Valencia
Il 10 giugno 2010, dopo un anno di successo al Getafe (16 goal e il club qualificato per la Uefa Europa League) Soldado ritorna nella sua città natale e firma per il Valencia che lo acquista al costo di 10 milioni di euro, andando a prendere il posto lasciato libero da David Villa dopo il suo trasferimento al Barcellona FC. Nel suo primo incontro ufficiale, il 14 settembre, nella fase a gironi della Champions League, contribuisce con un goal alla vittoria in trasferta per 0-4 contro il Bursaspor; quando le due squadre si rincontrano al Mestalla a novembre, Soldado mette a segno altri 2 goal ancora, in una schiacciante vittoria per 6-1.
Nonostante un avvio irregolare trova un buon numero di reti nel finale di stagione. Il 2 aprile 2011, Soldado segna tutti i goal del Valencia nella vittoria per 2-4 contro il suo club di provenienza, il Getafe. Nell'incontro successivo, il derby locale contro il Villarreal CF, mette a segno altre due reti, in una facile vittoria per 5-0, e termina la stagione come quarto marcatore del campionato e con il Valencia che si piazza terzo e ottiene la qualificazione diretta alla Champions League. In 44 gare realizza un bottino di ben 25 gol.
Nel primo incontro del 2011-2012, Soldado segna 3 gol e una autorete contro il Racing in una vittoria per 4-3. Negli ultimi di novembre, in due partite casalinghe in soli cinque giorni, segna altre 5 reti: due in una sconfitta per 2-3 con il Real Madrid e tre in un 7-0 di routine contro il Genk nella fase a gironi della Champions League. Nonostante le buone prestazioni della squadra e di Soldado, il Valencia si piazza terzo nel girone e passa quindi in Europa League. L'8 marzo 2012, appunto in Europa League, realizza una doppietta nella vittoria per 4-2 all'andata degli ottavi di finale contro il PSV. Al ritorno (il 15 di marzo) la gara finisce 1-1 con rete di Adil Rami per il Valencia, che passa ai quarti con un totale di 5-3.
Il 19 marzo 2012 nella partita contro l'Athletic Club segna un'altra tripletta. La partita poi finirà 3-0 per il Valencia. Il 24 aprile torna al gol che mette a segno contro il Betis partita poi finita 4-0 per il Valencia.
Conclude la stagione con 32 presenze e 17 gol nella Liga, ricevendo per la seconda volta (dopo quello del 2006) il Trofeo Zarra come giocatore spagnolo che ha siglato più reti nella stagione della Liga. E arriva sesto nella classifica del Pichichi della Liga spagnola piazzandosi con lo stesso numero gol di Fernando Llorente. In questa stagione diventa anche il massimo goleador in Champions League della storia del Valencia con 11 gol superando il precedente recordman Juan Sánchez con 9.
Al termine della stagione firma col Valencia un rinnovo del contratto fino al 2017, dichiarando di voler giocare e fare bene ancora per molta anni nella squadra della sua terra. Sarà presente, al fianco di Leo Messi, sulla copertina ufficiale spagnola del videogioco calcistico FIFA 13.
Nella prima giornata della Liga 2012/2013 il Valencia ottiene un buon pareggio per 1-1 contro il Real Madrid al Bernabéu, in cui però Soldado non è riuscito ad effettuare alcun gol, ne realizza uno ma non viene convalidato dall'arbitro per fuorigioco. Alla seconda giornata, contro il Deportivo La Coruña, Soldado mette a segno una doppietta (segnando le reti dell'1-0 e del 2-0), e segnando in rovesciata (la cosiddetta chilena) uno dei due goal.
Il 23 ottobre 2012, realizza una tripletta contro il BATĖ Borisov in un successo per 0-3 nella fase a gironi della Champions League diventando il primo spagnolo nel segnare due 'hart tricks' nella massima competizione europea. Il 3 novembre successivo, Soldado segna poi uno stupendo goal con un tiro al volo su un lancio lungo di Adil Rami, contribuendo alla vittoria per 2-0 del Valencia contro l'Atlético Madrid, infliggendo la prima sconfitta stagionale ai colchoneros. Il 1º giugno, nell'ultimo match di campionato (sconfitta per 3-4 sul campo del Siviglia), realizza il suo 100º gol nella Liga spagnola.

#### Tottenham
Il 1º agosto 2013 viene acquistato dagli inglesi del Tottenham Hotspur, che pagano la sua clausola rescissoria da 30 milioni di euro. Il 18 agosto seguente, all'esordio con la nuova maglia, segna il suo primo gol con gli Spurs, nella vittoria per 1-0 sul campo del Crystal Palace, trasformando un calcio di rigore. Si ripete una settimana più tardi, segnando sempre su rigore il gol decisivo per l'1-0 contro lo Swansea City a White Hart Lane. Il 29 agosto, nella gara di andata dei play-off di Europa League contro i georgiani della Dinamo Tbilisi (5-0), realizza la sua prima doppietta con la maglia del Tottenham. Il 27 ottobre risulta nuovamente decisivo nella vittoria per 1-0 sull'Hull City, segnando ancora una volta su calcio di rigore. Il 12 dicembre mette a segno la sua prima tripletta con gli Spurs, nel 4-1 rifilato all'Anzhi Makhachkala in Europa League. Il 29 dicembre realizza il suo quinto gol in campionato, segnando di nuovo su rigore il gol del momentaneo 1-0 contro lo Stoke City (3-0). Chiude la sua prima stagione al Tottenham con 36 presenze ed 11 gol tra campionato e coppe.
Nella stagione successiva, in seguito all'esplosione del giovane attaccante inglese Harry Kane, perde il posto da titolare proprio in favore di quest'ultimo, giocando con regolarità soltanto le partite di coppa. Il 24 settembre 2014 segna il suo primo gol in Football League Cup, nel match contro il Nottingham Forest (3-1) valido per il 3º turno di eliminazione. Il 30 novembre seguente realizza la sua prima ed unica rete stagionale in Premier League, nella vittoria per 2-1 contro l'Everton a White Hart Lane.

#### Villarreal
Il 14 agosto 2015 viene acquistato per circa 15 milioni di euro dagli spagnoli del Villarreal, con cui firma un contratto triennale. Il 5 novembre seguente sigla una doppietta ai danni della Dinamo Minsk (2-1) in una partita valida per la fase a girone dell'Europa League.
Nell'agosto del 2016 si infortuna al legamento crociato durante una partita di precampionato ed è quindi costretto ad uno stop di circa sei mesi. Fa il suo rientro dall'infortunio il 23 febbraio 2017, in occasione del ritorno dei sedicesimi di finale di Europa League vinto per 1-0 contro la Roma (all'andata il Villarreal era stato comunque sconfitto per 0-4). Dieci giorni più tardi realizza un gol nella partita vinta per 4-1 sul campo dell'Osasuna, tornando così a segnare dopo quasi un anno.

#### Fenerbahçe
Il 10 agosto 2017 diventa ufficialmente un nuovo giocatore del Fenerbahçe per circa 5 milioni di euro.

#### Granada
Svincolatosi dal Fenerbahçe, il 15 luglio 2019 passa ufficialmente al Granada.

#### Levante
Il 28 giugno 2021 firma un contratto biennale con il Levante.
Dopo due stagioni rimane svincolato dal club e decide di ritirarsi dal calcio giocato il 3 agosto 2023.

### Nazionale

#### Maggiore
Soldado ha rappresentato la Spagna a tutti i suoi livelli, segnando un totale di 23 reti. Inizialmente era stato richiamato nella prima squadra nel giugno 2007 per due partite di qualificazioni al Campionato europeo di calcio 2008, contro Lettonia e Liechtenstein, giocandole entrambe; tuttavia, non è stato poi convocato per la fase finale degli Europei di Austria e Svizzera, in cui la Spagna è emersa vincitrice.
Il 29 febbraio 2012, dopo quasi cinque anni di assenza, Soldado ritorna a giocare con la squadra nazionale in occasione dell'amichevole con il Venezuela: inizia dalla panchina come sostituto di Fernando Llorente (che però non segna), ma entra all'inizio del secondo tempo e segna una doppietta dopo sette minuti in campo.
Nel settembre 2012, viene convocato per disputare la prima partita delle Qualificazioni al campionato mondiale di calcio 2014 - UEFA contro la Georgia allo Stadio Boris Paichadze, partendo da titolare e segnando l'unica e decisiva rete della partita, quella dell'1-0, all'86' su assist di Cesc Fàbregas. Grazie al suo goal la Spagna conquista quindi i primi tre punti nella fase a gironi delle qualificazioni ai Mondiali.
Soldado viene incluso nella lista dei 20 convocati per la Confederations Cup 2013. In Brasile disputa due gare, tutte e due da titolare, andando a segno nell'incontro vinto 2-1 contro l'Uruguay.

## Statistiche

### Presenze e reti nei club
Statistiche aggiornate al 17 giugno 2023.
| Stagione             | Squadra              | Campionato           | Campionato | Campionato | Coppe nazionali | Coppe nazionali | Coppe nazionali | Coppe continentali | Coppe continentali | Coppe continentali | Altre coppe | Altre coppe | Altre coppe | Totale | Totale |
| Stagione             | Squadra              | Comp                 | Pres       | Reti       | Comp            | Pres            | Reti            | Comp               | Pres               | Reti               | Comp        | Pres        | Reti        | Pres   | Reti   |
| -------------------- | -------------------- | -------------------- | ---------- | ---------- | --------------- | --------------- | --------------- | ------------------ | ------------------ | ------------------ | ----------- | ----------- | ----------- | ------ | ------ |
| 2001-2002            | Real Madrid C        | TD                   | ?          | ?          |                 | -               | -               | -                  | -                  | -                  | -           | -           | -           | ?      | ?      |
| 2002-2003            | Real Madrid C        | TD                   | ?          | ?          | CFE             | 1               | 1               | -                  | -                  | -                  | -           | -           | -           | 1+     | 1+     |
| Totale Real Madrid C | Totale Real Madrid C | Totale Real Madrid C | ?          | ?          |                 | 1               | 1               |                    | -                  | -                  |             | -           | -           | 1+     | 1+     |
| gen.-giu. 2002       | Real Madrid B        | SDB                  | 0+3        | 0          | -               | -               | -               | -                  | -                  | -                  | -           | -           | -           | 3      | 0      |
| 2002-2003            | Real Madrid B        | SDB                  | 26         | 8          | -               | -               | -               | -                  | -                  | -                  | -           | -           | -           | 26     | 8      |
| 2003-2004            | Real Madrid B        | SDB                  | 31+5       | 16+5       | -               | -               | -               | -                  | -                  | -                  | -           | -           | -           | 36     | 21     |
| 2004-2005            | Real Madrid B        | SDB                  | 34+4       | 21+1       | -               | -               | -               | -                  | -                  | -                  | -           | -           | -           | 38     | 22     |
| 2005-2006            | Real Madrid B        | SD                   | 29         | 19         | -               | -               | -               | -                  | -                  | -                  | -           | -           | -           | 29     | 19     |
| Totale Real Madrid B | Totale Real Madrid B | Totale Real Madrid B | 120+12     | 64+6       |                 | -               | -               |                    | -                  | -                  |             | -           | -           | 132    | 70     |
| gen.-giu. 2005       | Real Madrid          | PD                   | 0          | 0          | CR              | 2               | 0               | UCL                | 0                  | 0                  | -           | -           | -           | 2      | 0      |
| 2005-2006            | Real Madrid          | PD                   | 11         | 2          | CR              | 4               | 1               | UCL                | 2                  | 1                  | -           | -           | -           | 17     | 4      |
| 2006-2007            | Osasuna              | PD                   | 30         | 11         | CR              | 3               | 1               | UCL+CU             | 2+9                | 0+1                | -           | -           | -           | 44     | 13     |
| 2007-2008            | Real Madrid          | PD                   | 5          | 0          | CR              | 2               | 0               | UCL                | 1                  | 0                  | SS          | 0           | 0           | 8      | 0      |
| Totale Real Madrid   | Totale Real Madrid   | Totale Real Madrid   | 16         | 2          |                 | 8               | 1               |                    | 3                  | 1                  |             | 0           | 0           | 27     | 4      |
| 2008-2009            | Getafe               | PD                   | 34         | 13         | CR              | 0               | 0               | -                  | -                  | -                  | -           | -           | -           | 34     | 13     |
| 2009-2010            | Getafe               | PD                   | 26         | 16         | CR              | 6               | 4               | -                  | -                  | -                  | -           | -           | -           | 32     | 20     |
| Totale Getafe        | Totale Getafe        | Totale Getafe        | 60         | 29         |                 | 6               | 4               |                    | -                  | -                  |             | -           | -           | 66     | 33     |
| 2010-2011            | Valencia             | PD                   | 34         | 18         | CR              | 3               | 1               | UCL                | 7                  | 6                  | -           | -           | -           | 44     | 25     |
| 2011-2012            | Valencia             | PD                   | 32         | 17         | CR              | 6               | 3               | UCL+UEL            | 6+7                | 5+2                | -           | -           | -           | 51     | 27     |
| 2012-2013            | Valencia             | PD                   | 35         | 24         | CR              | 4               | 2               | UCL                | 7                  | 4                  | -           | -           | -           | 46     | 30     |
| Totale Valencia      | Totale Valencia      | Totale Valencia      | 101        | 59         |                 | 13              | 6               |                    | 27                 | 17                 |             | -           | -           | 141    | 82     |
| 2013-2014            | Tottenham            | PL                   | 28         | 6          | FACup+CdL       | 1+0             | 0               | UEL                | 7                  | 5                  | -           | -           | -           | 36     | 11     |
| 2014-2015            | Tottenham            | PL                   | 24         | 1          | FACup+CdL       | 3+5             | 0+2             | UEL                | 8                  | 2                  | -           | -           | -           | 40     | 5      |
| Totale Tottenham     | Totale Tottenham     | Totale Tottenham     | 52         | 7          |                 | 9               | 2               |                    | 15                 | 7                  |             | -           | -           | 76     | 16     |
| 2015-2016            | Villarreal           | PD                   | 28         | 5          | CR              | 3               | 1               | UEL                | 13                 | 2                  | -           | -           | -           | 44     | 8      |
| 2016-2017            | Villarreal           | PD                   | 10         | 4          | CR              | 0               | 0               | UCL+UEL            | 0+1                | 0                  | -           | -           | -           | 11     | 4      |
| Totale Villarreal    | Totale Villarreal    | Totale Villarreal    | 38         | 9          |                 | 3               | 1               |                    | 14                 | 2                  |             | -           | -           | 55     | 12     |
| 2017-2018            | Fenerbahçe           | SL                   | 26         | 9          | TK              | 6               | 3               | UEL                | 2                  | 0                  | -           | -           | -           | 34     | 12     |
| 2018-2019            | Fenerbahçe           | SL                   | 21         | 6          | TK              | 2               | 1               | UCL                | 2                  | 0                  | -           | -           | -           | 25     | 7      |
| Totale Fenerbahçe    | Totale Fenerbahçe    | Totale Fenerbahçe    | 47         | 15         |                 | 8               | 4               |                    | 4                  | 0                  |             | -           | -           | 59     | 19     |
| 2019-2020            | Granada              | PD                   | 33         | 7          | CR              | 6               | 4               | -                  | -                  | -                  | -           | -           | -           | 39     | 11     |
| 2020-2021            | Granada              | PD                   | 29         | 9          | CR              | 3               | 2               | UEL                | 11                 | 3                  | -           | -           | -           | 43     | 14     |
| Totale Granada       | Totale Granada       | Totale Granada       | 62         | 16         |                 | 9               | 6               |                    | 11                 | 3                  |             | -           | -           | 82     | 25     |
| 2021-2022            | Levante              | PD                   | 18         | 3          | CR              | 2               | 3               |                    | -                  | -                  | -           | -           | -           | 20     | 6      |
| 2022-2023            | Levante              | SD                   | 25+4       | 2+1        | CR              | 2               | 2               | -                  | -                  | -                  | -           | -           | -           | 31     | 5      |
| Totale Levante       | Totale Levante       | Totale Levante       | 43+4       | 5+1        |                 | 4               | 5               |                    | -                  | -                  |             | -           | -           | 51     | 11     |
| Totale carriera      | Totale carriera      | Totale carriera      | 569++16    | 217++7     |                 | 64              | 31              |                    | 85                 | 31                 |             | 0           | 0           | 734+   | 286+   |

### Presenze e reti in nazionale
| Cronologia completa delle presenze e delle reti in nazionale ― Spagna | Cronologia completa delle presenze e delle reti in nazionale ― Spagna | Cronologia completa delle presenze e delle reti in nazionale ― Spagna | Cronologia completa delle presenze e delle reti in nazionale ― Spagna | Cronologia completa delle presenze e delle reti in nazionale ― Spagna | Cronologia completa delle presenze e delle reti in nazionale ― Spagna | Cronologia completa delle presenze e delle reti in nazionale ― Spagna | Cronologia completa delle presenze e delle reti in nazionale ― Spagna |
| Data                                                                  | Città                                                                 | In casa                                                               | Risultato                                                             | Ospiti                                                                | Competizione                                                          | Reti                                                                  | Note                                                                  |
| --------------------------------------------------------------------- | --------------------------------------------------------------------- | --------------------------------------------------------------------- | --------------------------------------------------------------------- | --------------------------------------------------------------------- | --------------------------------------------------------------------- | --------------------------------------------------------------------- | --------------------------------------------------------------------- |
| 2-6-2007                                                              | Riga                                                                  | Lettonia                                                              | 0 – 2                                                                 | Spagna                                                                | Qual. Euro 2008                                                       | -                                                                     | 55’                                                                   |
| 6-6-2007                                                              | Vaduz                                                                 | Liechtenstein                                                         | 0 – 2                                                                 | Spagna                                                                | Qual. Euro 2008                                                       | -                                                                     | 77’                                                                   |
| 29-2-2012                                                             | Malaga                                                                | Spagna                                                                | 5 – 0                                                                 | Venezuela                                                             | Amichevole                                                            | 3                                                                     | 46’                                                                   |
| 26-5-2012                                                             | San Gallo                                                             | Spagna                                                                | 2 – 0                                                                 | Serbia                                                                | Amichevole                                                            | -                                                                     | 46’                                                                   |
| 30-5-2012                                                             | Berna                                                                 | Spagna                                                                | 4 – 1                                                                 | Corea del Sud                                                         | Amichevole                                                            | -                                                                     | 57’                                                                   |
| 11-9-2012                                                             | Tbilisi                                                               | Georgia                                                               | 0 – 1                                                                 | Spagna                                                                | Qual. Mondiali 2014                                                   | 1                                                                     |                                                                       |
| 14-11-2012                                                            | Panama                                                                | Panama                                                                | 1 – 5                                                                 | Spagna                                                                | Amichevole                                                            | -                                                                     | 46’                                                                   |
| 8-6-2013                                                              | Miami Gardens                                                         | Spagna                                                                | 2 – 1                                                                 | Haiti                                                                 | Amichevole                                                            | -                                                                     | 59’                                                                   |
| 11-6-2013                                                             | New York                                                              | Spagna                                                                | 2 – 0                                                                 | Irlanda                                                               | Amichevole                                                            | 1                                                                     | 59’                                                                   |
| 16-6-2013                                                             | Recife                                                                | Spagna                                                                | 2 – 1                                                                 | Uruguay                                                               | Conf. Cup 2013 - 1º turno                                             | 1                                                                     |                                                                       |
| 23-6-2013                                                             | Fortaleza                                                             | Nigeria                                                               | 0 – 3                                                                 | Spagna                                                                | Conf. Cup 2013 - 1º turno                                             | -                                                                     | 60’                                                                   |
| 10-9-2013                                                             | Ginevra                                                               | Spagna                                                                | 2 – 2                                                                 | Cile                                                                  | Amichevole                                                            | 1                                                                     | 66’                                                                   |
| Totale                                                                |                                                                       | Presenze                                                              | 12                                                                    |                                                                       | Reti                                                                  | 7                                                                     |                                                                       |

## Palmarès

### Club
- Campionato spagnolo: 1

Real Madrid: 2007-2008

### Nazionale
- Campionato d'Europa Under-19: 1

Svizzera 2004

### Individuale
- Trofeo Zarra: 1

2011-2012 (17 gol)